# Kevin Randall

Wappen von Kevin Stuart Randall

Kevin Stuart Randall (* 6. Mai 1966 in New London) ist ein US-amerikanischer Geistlicher, römisch-katholischer Erzbischof und Diplomat des Heiligen Stuhls.

## Leben
Kevin Randall studierte Philosophie und Theologie und empfing die Diakonenweihe am 4. April 1992 durch den Pro-Nuntius in den Vereinigten Staaten, Erzbischof Agostino Cacciavillan, im Priesterseminar des Erzbistums Baltimore. Das Sakrament der Priesterweihe für das Bistum Norwich empfing er am 25. Juli 1992 durch Bischof Daniel Patrick Reilly.
Nach weiteren Studien erwarb er einen Abschluss in Kanonischem Recht und trat zum 1. Juli 2001 in den diplomatischen Dienst des Heiligen Stuhls ein. Er war in den Apostolischen Nuntiaturen in Ruanda, Serbien, Slowenien, Peru, Südafrika, Mexiko und Österreich eingesetzt, zuletzt im Rang eines Nuntiaturrates.
Papst Franziskus ernannte ihn am 13. August 2023 zum Titularerzbischof pro hac vice von Glenndálocha und zum Apostolischen Nuntius in Bangladesch. Der Apostolische Nuntius in den Vereinigten Staaten, Christophe Kardinal Pierre, spendete ihm am 4. November desselben Jahres in der Kathedrale von Norwich die Bischofsweihe. Mitkonsekratoren waren der Militärerzbischof der Vereinigten Staaten, Timothy Broglio, und der emeritierte Bischof von Greensburg, Lawrence Eugene Brandt.
Neben Englisch spricht Randall Französisch, Italienisch, Spanisch und Deutsch.